# 边荚鱼藤
边荚鱼藤（学名：Derris marginata）为豆科鱼藤属下的一个种。

## 扩展阅读
- 維基物種上的相關：边荚鱼藤